# Laval (Quebec)
Laval é uma cidade, um condado e uma região administrativa da província canadense do Quebec, e parte da região metropolitana de Montreal. Localiza-se na Ilha de Jesus, ao norte da Ilha de Montreal, no Rio das Pradarias. Possui 246 km², 376.845 habitantes e uma densidade populacional de 1 482,9 hab/km². O gentílico dos habitantes da cidade é lavallois(e).
Laval foi fundada em 1702, e incorporada em 1965, através da união de 14 cidades que existiam ao longo da Ilha Laval. O nome da cidade origina-se do primeiro bispo do Quebec, François de Laval. É um importante subúrbio de Montreal, possuíndo uma forte base comercial e industrial, bem como um sistema de transportes bem desenvolvido.
Com uma população de 376.845 habitantes, Laval é a terceira cidade mais populosa do Quebec; ela é também uma das cidades mais extensas da província. 75% dos habitantes tem como idioma materno o francês, 6% o inglês e 18% outros idiomas. 81% da população é católica e mais de 91% são de origem canadense.

## Geografia
Estão distribuídas em seu território, em ordem de importância: superfícies artificiais (56,9%), florestas (16,6%), terras agrícolas (16,4%), água (7,7%) e por fim, áreas úmidas (2,4%).
Ao mesmo tempo uma cidade e uma região, Laval cobre toda a ilha de Jesus, imediatamente ao norte da ilha de Montreal, no coração do arquipélago Hochelaga. Junto com Montreal, a metrópole de Quebec, Laval é o coração da Comunidade Metropolitana de Montreal, uma das maiores aglomerações urbanas do Canadá.